# Chiesa di San Bartolomeo (La Spezia)
La chiesa di San Bartolomeo Apostolo è un luogo di culto cattolico situato nella frazione di Pitelli nel comune della Spezia. La chiesa è sede della parrocchia omonima del vicariato della Spezia II della diocesi della Spezia-Sarzana-Brugnato.

## Storia e descrizione
Pitelli era anticamente dipendente per la parte religiosa dalla Pieve dei Santi Stefano e Margherita di Arcola. Essendo poi aumentato di popolazione, con Bolla del 1634 venne smembrata dalla chiesa matrice e costituita Parrocchia a sé.
Probabilmente già da tempo gli abitanti avevano trasferito nel luogo il culto di San Bartolomeo dall’antichissimo Ospedale “de centum clavibus”, situato nel luogo dell’attuale stabilimento militare di San Bartolomeo e anticamente distrutto dal mare. La chiesa parrocchiale è stata costruita nel XVIII secolo e consacrata ufficialmente il 26 luglio 1734, presentando una semplice facciata marmorea a capanna rivestita negli anni Cinquanta del secolo scorso da lastre di travertino che la rendono sobria e severa in netto contrasto con i ricchi affreschi settecenteschi, i marmi policromi degli altari e il coro ligneo finemente lavorato che si trovano all’interno; la caratterizzano tre statue di marmo bianco di Carrara che raffigurano la Vergine, San Bartolomeo e Sant'Antonio.
Il campanile a destra della facciata fu ricostruito nelle forme attuali dopo aver riportato gravi lesioni a seguito dello scoppio del forte di Falconara nel 1922.
L'interno è barocco, a navata unica, e conserva elementi di pregio, tra cui il Crocifisso collocato nella parrocchiale il 10 maggio 1896 proviene dall'Oratorio del Santissimo Sacramento e risalente alla prima metà del Seicento. L'opera è da attribuire alla scuola dei «Bissonesi», famiglie di scultori, architetti e marmorari originari di Bissone e di Campione d'Italia, che dal Quattrocento all'Ottocento sono state attive anche in Liguria.
Negli anni cinquanta alcuni interventi di ristrutturazione hanno eliminato il pulpito in arenaria, modificato il campanile a cupola e hanno rivestito di travertino la facciata. Di fronte alla chiesa il recupero della pavimentazione originale in arenaria ha messo in rilievo il mosaico di una colomba che reca un ramoscello di ulivo nel becco.
Dipende dalla Parrocchia l'Oratorio della Confraternita del Santissimo Sacramento.